# Track+
Track+ ist ein Tool für das kooperative Projekt- und Aufgabenmanagement. Die Software ist web-basiert, flexibel konfigurierbar und multilingual sowie mobil auf Handy oder Tablet einsetzbar.

## Module
Track+ bietet folgende Lösungen:
- Track+ PM für agiles und klassisches Projekt- und Aufgabenmanagement
- Track+ ALM für Application Lifecycle Management und integrierter Wiki Technologie
- Track+ SD Helpdesk für Kunden-Service-Management
- Track+ Genji für agile Entwicklung - ein Scrum Tool

Folgende Lizenzerweiterungen bietet Track+ unabhängig von den Modulen:
- Wiki - ein Dokumenteneditor zur Erstellung und parallelen Bearbeitung von Dokumenten
- Gantt - ein Diagramm zur Projektverfolgung in Echtzeit

In der Anwendung sind leistungsfähige Methoden für das Projekt- und Aufgabenmanagement integriert:
- Getting-Things-Done-(GTD)-Methode
- RACI-Methode
- Earned-Value-Methode

## Vorgänge
Track+ nutzt einen Webserver oder Applikationsserver, wie z. B. Tomcat oder WildFly, und einen Datenbankserver, wie z. B. MySQL, PostgreSQL oder FirebirdSQL. Vorgänge (Issues) können von Benutzern mit entsprechenden Rechten eingegeben und dann einem Bearbeiter zugeordnet werden. Jeder Vorgang durchläuft einen Lebenszyklus, der durch einen Status und einen Verantwortlichen gekennzeichnet ist. Jeder Vorgang kann mit Beschreibungen, Dokumenten jeder Art und Verweisen auf andere Vorgänge verknüpft werden. Vorgänge können hierarchisch organisiert werden.
Die Interpretation eines Vorgangs ist recht allgemein gehalten; z. B. kann ein Vorgang eine Anforderung, ein Fehler (Bug), eine Problemmeldung, ein Meilenstein, ein Risiko usw. sein. Vorgangstypen können vom Benutzer definiert werden und lassen sich jeweils mit eigenen Arbeitsabläufen (Workflows) verknüpfen. Übersichten lassen sich in textueller Form und grafisch, z. B. als Gantt-Diagramme darstellen.

## Anforderungen an Ablaufumgebung
Siehe Seite des Herstellers, die folgende Anforderungen beinhaltet:
- Ein kompatibler Datenbankserver (häufig eine Version von MySQL, Microsoft SQL Server oder Oracle)
- Ein geeigneter Web- oder Applikationsserver, z. B. Tomcat, JBoss, WebSphere etc.
- Ein geeigneter Mailserver, der per SMTP erreichbar ist
- Betriebssystem: Windows XP, 7, 8, 2003, 2008, 2012, Linux, OS/X[1]
- Hauptspeicher: min. 2 Gbyte
- Freier Festplattenspeicher: min. 1 Gbyte
- Java VM: Oracle 1.8 oder höher